# Aiphanes minima
Aiphanes minima là loài thực vật có hoa thuộc họ Arecaceae. Loài này được (Gaertn.) Burret mô tả khoa học đầu tiên năm 1932.

## Hình ảnh

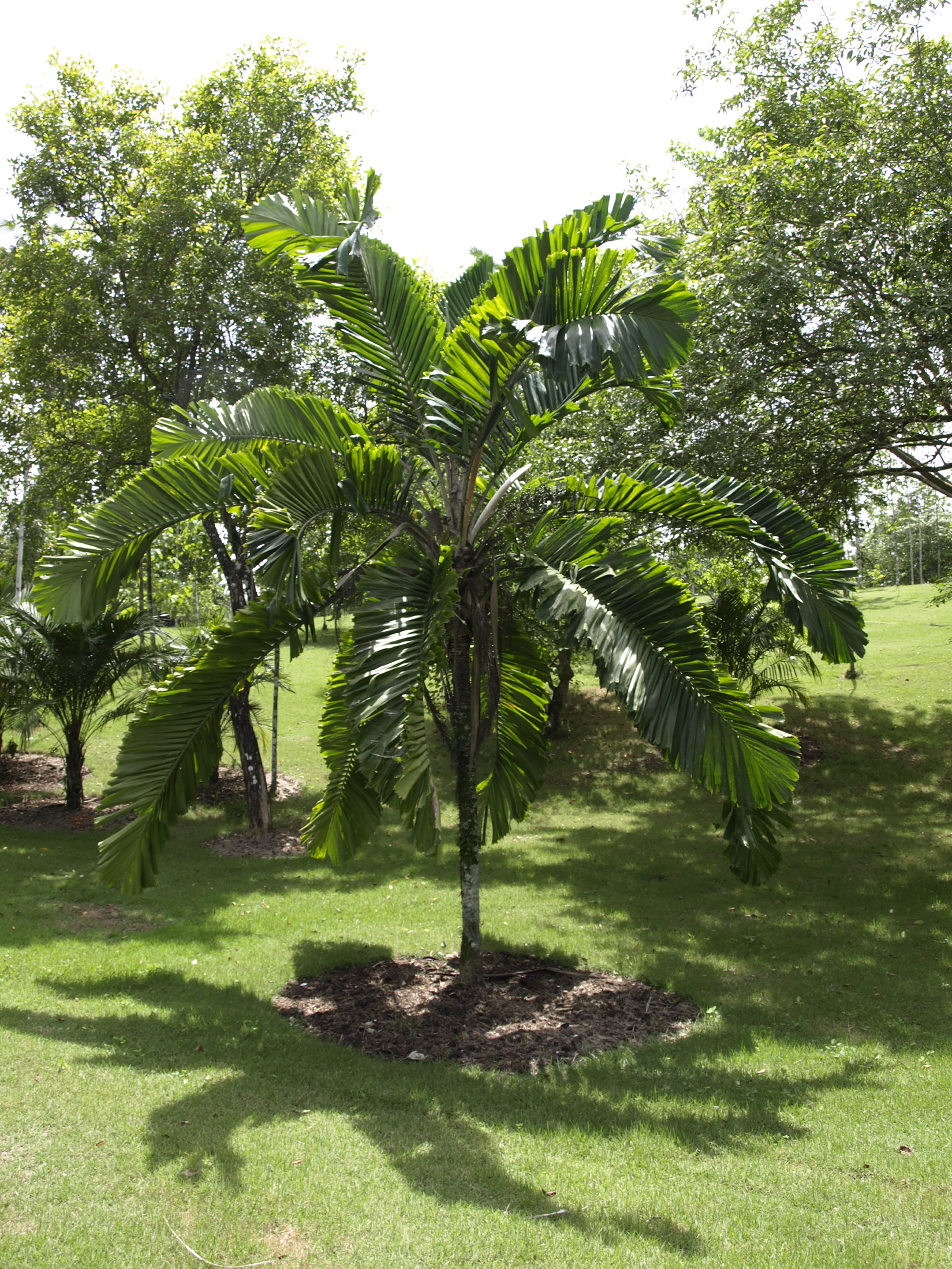
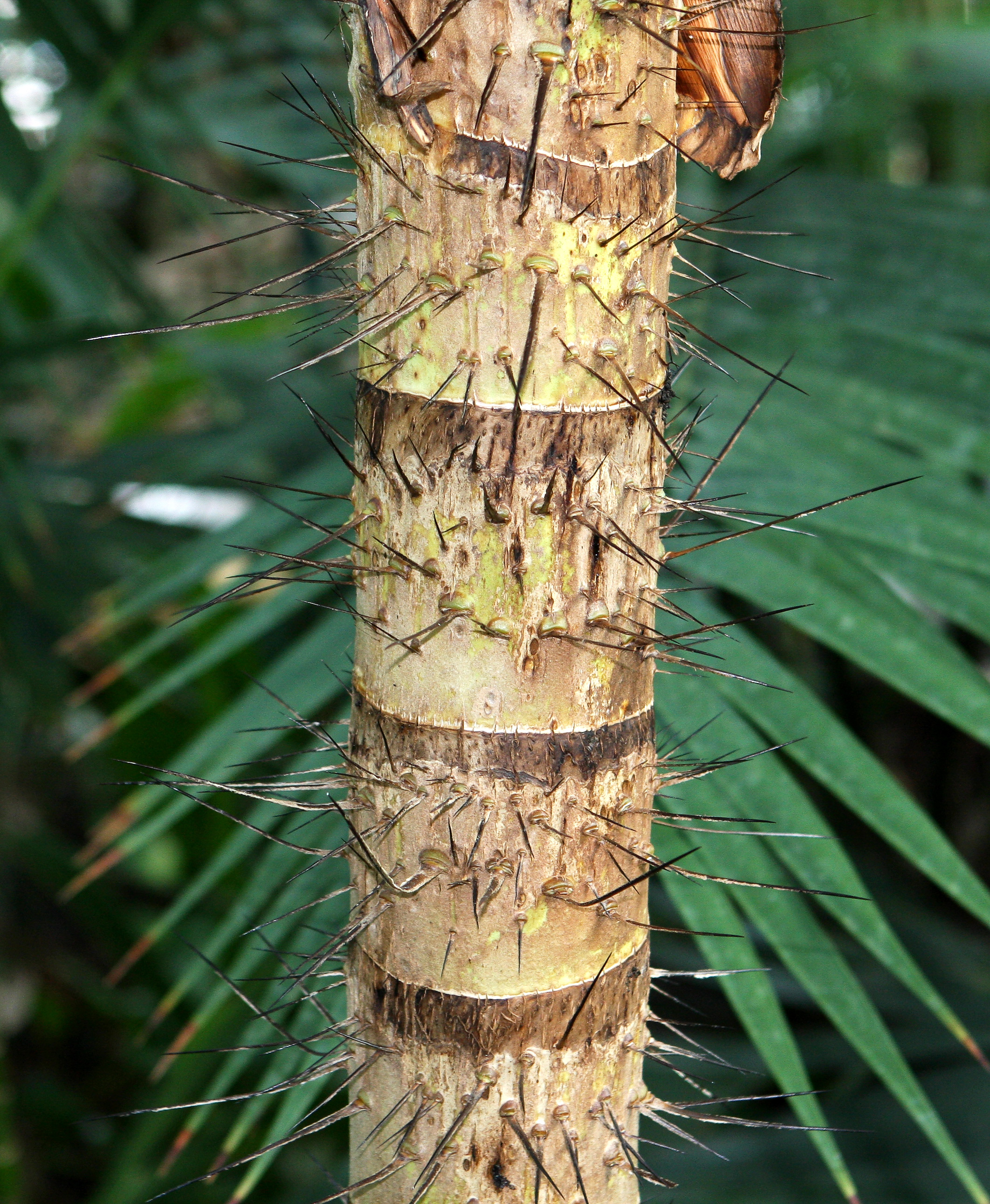
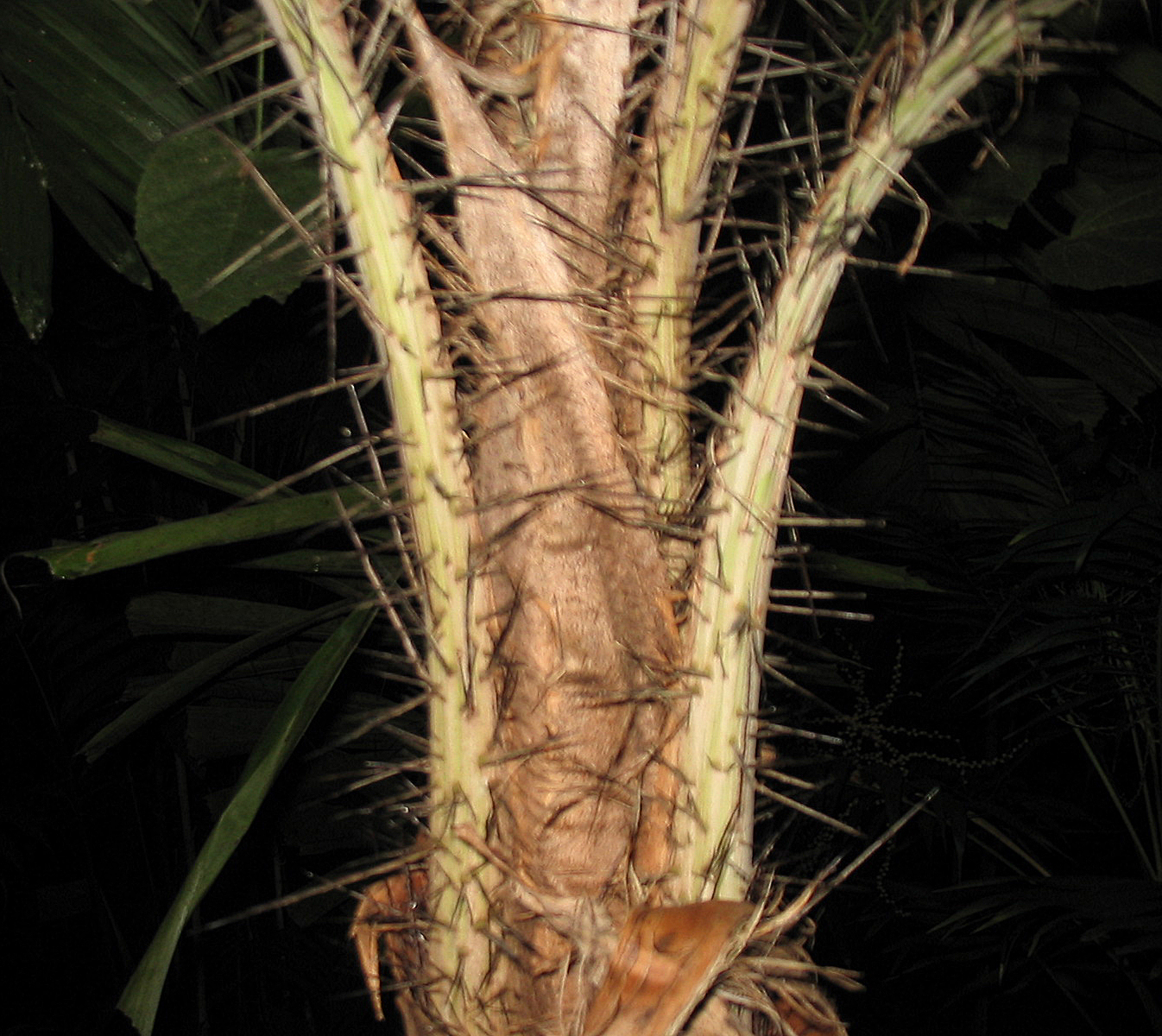
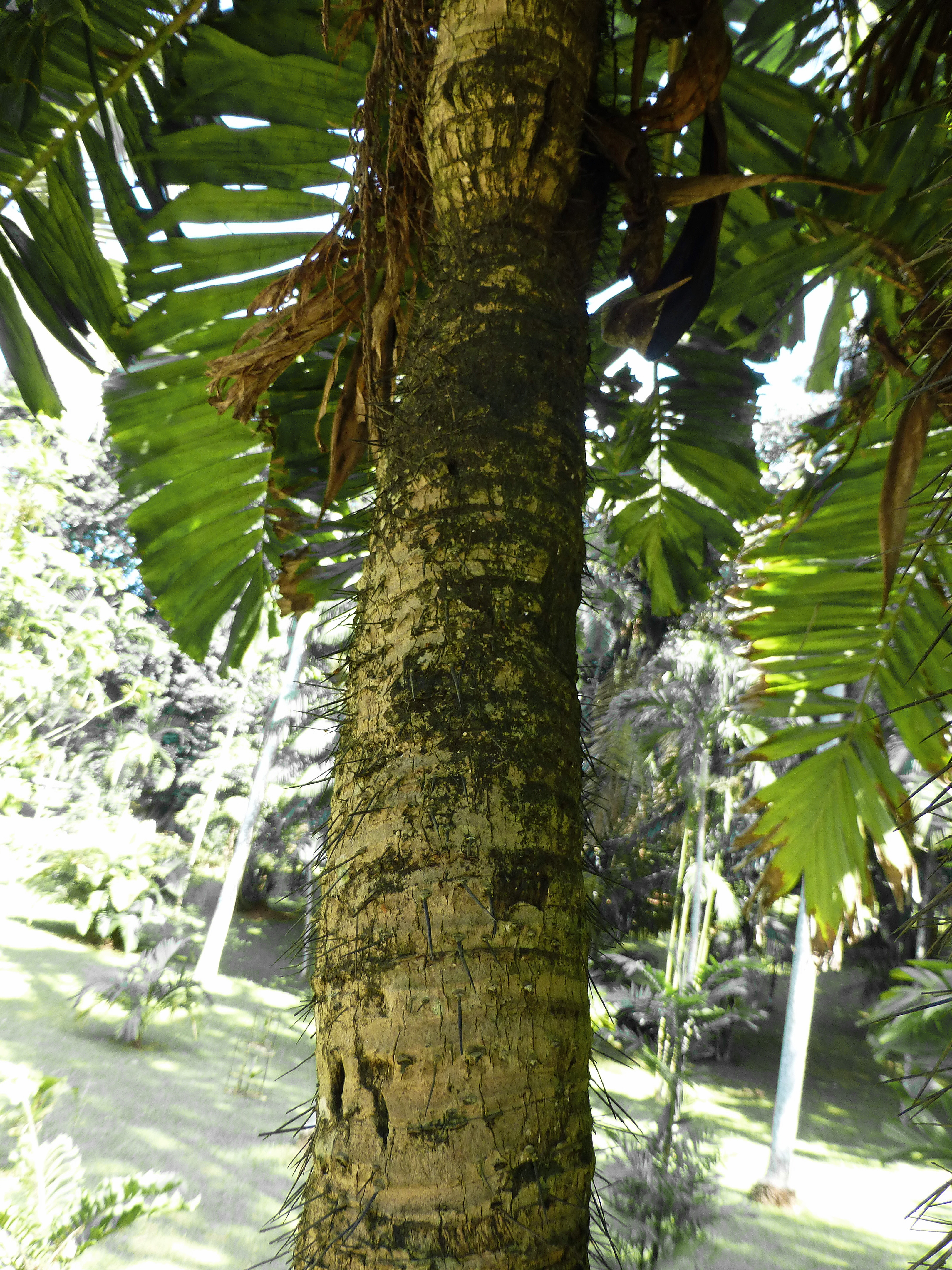